# Uwe Rapolder
Uwe Rapolder (ur. 29 maja 1958 w Hausen an der Zaber) – niemiecki piłkarz występujący na pozycji pomocnika. Trener piłkarski.

## Kariera piłkarska
W swojej karierze Rapolder występował w zespołach VfR Heilbronn, KFC Winterslag, Lierse SK, FC Winterthur, Tennis Borussia Berlin, SC Freiburg, FC Martigny-Sports oraz BSC Young Boys.
Rozegrał 30 spotkań i zdobył 2 bramki w 2. Bundeslidze.

## Kariera trenerska
W latach 1990–1991 Rapolder był grającym trenerem zespołu FC Martigny-Sports. Następnie prowadził FC Monthey, a także FC St. Gallen, a w 1997 roku został szkoleniowcem klubu SV Waldhof Mannheim, grającego w 2. Bundeslidze. W sezonie 1996/1997 spadł z nim do Regionalligi, ale w sezonie 1998/1999 awansował z powrotem do 2. Bundesligi. W sezonie 2000/2001 ponownie spadł z zespołem do Regionalligi. W Waldhofie pracował do listopada 2001.
Następnie Rapolder trenował drugoligowy Rot Weiss Ahlen, a w 2004 roku został szkoleniowcem pierwszoligowej Arminii Bielefeld. W Bundeslidze jako trener zadebiutował 8 sierpnia 2004 w zremisowanym 0:0 meczu z Borussią Mönchengladbach. Arminię prowadził do 32. kolejki Bundesligi sezonu 2004/2005. Od początku następnego sezonu Rapolder trenował również pierwszoligowy 1. FC Köln, jednak w grudniu 2005 odszedł z klubu.
W kolejnych latach prowadził jeszcze drugoligowe drużyny TuS Koblenz i Karlsruher SC, także trzecioligowy SG Sonnenhof Großaspach.